# Robert Haldane
Pour les articles homonymes, voir Haldane.
Robert Haldane (28 février 1764 – 12 décembre 1842) est un prédicateur itinérant et missionnaire presbytérien écossais. Avec l'aide de son frère James Haldane, il a établi au cours de son activité missionnaire 85 églises en Écosse et en Irlande. Les églises lancées par les deux frères pratiquaient le baptême par immersion, la communion hebdomadaire, et le gouvernement autonome de la communauté (congrégationalisme). Les deux frères ont aussi créé un séminaire. Enfin il a été, par son bref ministère à Genève, un personnage-clé des débuts du Réveil protestant du XIXe siècle en Europe continentale.

## Biographie

### Enfance et formation
Haldane est né à Londres, il est le fils de James Haldane, 2e héritier de la seigneurie d'Airthrey Castle, et de sa femme née Katherine Duncan. Son jeune frère James Alexander Haldane est aussi un homme d'église. Robert et James suivent leur scolarité à Dundee, puis à la Royal High School d'Édimbourg, et enfin à l'Université d'Édimbourg.

### Carrière militaire
En 1780, Robert s'embarque sur le HMS Monarch dont son oncle maternel, Adam Duncan, était le capitaine. L'année suivante, il est transféré sur le navire Le Foudroyant. Il est sur Le Foudroyant sous le commandement de John Jervis lors de l'engagement, en avril 1782, avec le navire français, le Pegase et son comportement y est remarqué. Haldane participe ensuite à l'action contre le Siège de Gibraltar en septembre 1782. Quelques mois après le traité de paix de 1783, il quitte la Marine Royale britannique.
Après avoir quitté la Marine, il s'installe dans son domaine de Airthrey House, près de Stirling. Il vend Airthrey House en 1798, à Robert Abercromby afin de financer son travail missionnaire et achète plus tard une maison à Auchengray, dans le Lanarkshire, en 1809.

### Ministère d'évangélisation
Son tuteur est David Bogue de Gosport. Les premières phases de la Révolution française font naître en lui une grande sympathie qui le conduit à désapprouver la guerre avec la France. Après que sa vision extrêmement optimiste quant à la possibilité d'instaurer un nouvel ordre de choses par le changement politique ait disparu, il commence à se tourner vers des réflexions religieuses. Il se convertit au christianisme évangélique sous l’influence du théologien calviniste Charles Simeon (1759-1836).
Il décide alors de consacrer tout son temps et ses biens à l'avancement du christianisme. Sa première initiative en la matière est, en 1796, de proposer d'organiser une vaste campagne missionnaire au Bengale, dont il prévoit d'assumer tous les frais, ce pour quoi il fait vendre son domaine familial. Mais la Compagnie britannique des Indes orientales refuse de valider ce projet, qui doit donc être abandonné.
En décembre 1797, il se joint à son frère et à quelques autres associés pour former la "Société pour la Propagation de l’Évangile chez nous", afin de financer la construction de chapelles ou de "tabernacles" pour de nouvelles congrégations, de soutenir les missionnaires et de faire fonctionner des institutions pour former de jeunes évangélistes. Il est réputé avoir dépensé de cette façon plus de 70 000 livres sterling en douze ans (1798-1810). Il a également financé la Société John Campbell pour l'Éducation des Africains qui prévoyait initialement d'évangéliser l'Afrique en formant des enfants autochtones en tant que missionnaires à Edimbourg. Toutefois, en raison d'une épidémie de petite vérole, le groupe d'enfants resta cantonné dans la région de Londres dans ce qui devint l' Académie Africaine de Clapham.
En été 1816 Robert Haldane visite l'Europe, d'abord Genève, puis Montauban. Atterré par le niveau d'ignorance des étudiants en théologie genevois, il décide de prolonger son séjour et de leur donner un véritable enseignement théologique, sous forme de conférences. Ses entretiens avec un grand nombre d'étudiants en théologie ont des effets remarquables ; parmi eux, notamment, César Malan, Frédéric Monod et Jean-Henri Merle d'Aubigné. Ce groupe d'hommes est à l'origine de la propagation du Réveil protestant en Europe continentale, notamment en France (Le Réveil), en Allemagne (Die Erweckung) et aux Pays-Bas (Het Reveil). Grâce à la conversion et à l'élan missionnaire, les effets de ce Réveil sont ressentis jusqu'en Italie et en Hongrie.
Haldane vit en partie dans son domaine de Auchengray et en partie à Édimbourg, au 10, rue Duke  (plus tard rebaptisé Dublin Street), et, comme son frère, il prend une part active, principalement par le biais de la presse, dans la plupart des controverses religieuses de l'époque.

## Œuvres
- (en) The Evidence and Authority of Divine Revelation ("Preuves et l'Autorité de la Révélation Divine") (1816)
- Commentaire sur l'Épître aux Romains (1819), d'après le contenu de ses conférences théologiques de Genève,
- (en) The Books of the Old and New Testaments Proved to be Canonical, and their Verbal Inspiration Maintained and Established; with an Account of the Introduction and Character of the Apocrypha, ("Controverses sur les apocryphes" (opuscule) et "Sur l'Inspiration de l’Écriture" (1828), qui connut de nombreuses rééditions
- (en + fr + de) Présentation de l'Épître aux Romains (1835), qui a été souvent rééditée, traduite en français et en allemand.
- (en)Sanctification of the Sabbath: The Permanent Obligation to Observe the Sabbath or Lord's Day, ("La sanctification du sabbat : l'obligation d'observer le sabbat ou le jour du Seigneur")(1842)

## Postérité
Sur le plan théologique, Haldane est calviniste. Il est personnellement favorable au baptême des adultes ce qui fait de lui un baptiste réformé, mais il n’en fait pas état pendant son séjour à Genève.
À partir du 6 février 1817, devant une vingtaine d’étudiants, Haldane donne la première d’une série de conférences sur l’épître aux Romains, où il insiste sur la justification par la foi seule. Ces commentaires de l’épître aux Romains, d'abord prononcés en anglais et traduits au fil de l'eau par Frédéric Monod, sont par la suite publiées en français. Frédéric Monod (1794-1863), qui est ultérieurement pasteur de l’Église libre de Paris, écrit à ce propos : « Ce qui m’étonna et me fit réfléchir plus que toute autre chose, ce fut sa connaissance pratique de l’Écriture, sa foi implicite à la divine autorité de cette parole, dont nos professeurs étaient presque aussi ignorants que nous (…). En suivant régulièrement cette épître, [Haldane] eut l’occasion de nous mettre sous les yeux un corps complet de théologie et de morale chrétienne. Cet enseignement, par la bénédiction de Dieu qui s’y fit puissamment sentir, atteignit la conscience et le cœur de plusieurs de ses auditeurs qui, comme moi, font remonter à ce vénérable et fidèle serviteur de Dieu leur première connaissance de la voie du salut et de l’Évangile de vérité. J’envisage comme l’un des plus grands privilèges de ma vie, maintenant avancée, d’avoir été son interprète presque durant tout le temps qu’il expliqua cette épître, étant presque le seul qui connût assez bien l’anglais pour être honoré de cet emploi… Le nom de Robert Haldane est inséparablement lié à l’aurore du réveil de l’Evangile en Suisse et en France ».